# Lepus saxatilis
Lepus saxatilis este o specie de mamifere din familia iepurilor, Leporidae. Se găsește în Africa Sudică. Uniunea Internațională pentru Conservarea Naturii a clasificat această specie ca fiind neamenințată cu dispariția.

## Taxonomie
Specia Lepus saxatilis a fost descrisă în 1823 de către Frédéric Cuvier. În 1964, Gureev a plasat-o în subgenul Proeulagus, iar în 1998, Averianov a plasat-o în Sabanalagus. Relația taxonomică dintre această specie și Lepus victoriae este disputată. Au fost descrise mai multe subspecii, dar a treia ediție a Mammal Species of the World recunoaște doar Lepus saxatilis saxatilis (Cuvier, 1823) și Lepus saxatilis subrufus (Roberts, 1913).

## Descriere
Lepus saxatilis cântărește în medie aproximativ 3,5 kg.

## Răspândire și habitat
Lepus saxatilis se găsește în Africa Sudică. Tipul habitatului și anotimpul îi influențează domeniul vital.

## Comportament și ecologie
Lepus saxatilis începe să caute hrană pe la crepuscul, continuând pe durata nopții. Preferă să consume graminee verzi. A fost de asemenea surprinsă dezgropând arahide.
Oamenii o vânează pentru carne, blană și ca activitate sportivă. În Africa de Sud, Lepus saxatilis este utilizată în medicina tradițională pentru că se crede că ar avea proprietăți curative sau medicinale.

## Stare de conservare
Arealul speciei Lepus saxatilis este restrâns. Populația sa este în scădere, dar aparent nu scade la un nivel suficient de rapid pentru a justifica includerea speciei într-o categorie amenințată. Este amenințată de pierderea și fragmentarea habitatului, precum și de vânarea sa de către oameni. Uniunea Internațională pentru Conservarea Naturii a clasificat-o ca fiind neamenințată cu dispariția.